# Angusticlavio
L'angusticlàvio era una striscia di porpora portata su una tunica bianca dai cavalieri dell'antica Roma come segno di distinzione. Partiva dalla spalla e ricadeva verticalmente davanti e dietro per la lunghezza della tunica. Il nome deriva da angustum (stretto) e clavium (letteralmente chiodo, nodo, ma indicante in senso lato anche ciò che veniva "fissato" sugli abiti).
L'angusticlàvio era contrapposto al laticlavio, striscia di porpora simile ma più larga, che era (per lo meno inizialmente) riservata ai senatori e al tribuno, per indicare un rango più elevato.
Nel tardo Impero il modo di vestire solenne cambiò molto rispetto all'età della Roma classica. Gli imperatori, i dignitari e le persone facoltose non vestivano più di bianco ma adottavano paramenti multicolori o cangianti. Anche queste strisce di porpora ad un certo punto vennero inglobate negli abiti e si trasformarono in meri ornamenti. Ad esempio, uno degli abiti più solenni ed esclusivi era la dalmatica, abito corto (fino al ginocchio) a mezze maniche o con maniche larghe. Oggi è passata all'uso ecclesiastico, ma mantiene ancora il segno delle due strisce di porpora, ormai cucite all'abito e non più neppure di color porpora ma in tessuto generalmente prezioso.